# Malcolm O'Kelly
Pour les articles homonymes, voir O'Kelly.

a Compétitions nationales et continentales officielles uniquement.

b Matchs officiels uniquement.
Malcolm Eamonn O'Kelly est né le 19 juillet 1974 à Chelmsford (Angleterre), est un joueur de rugby à XV, qui joue avec l'équipe d'Irlande de 1997 à 2009, évoluant au poste de deuxième ligne. Durant sa carrière, il évolue principalement avec la province de Leinster. 

## Carrière
Le 12 février 2005, Il prive Mike Gibson du record du nombre de sélection nationale dans l'équipe d'Irlande, en obtenant sa 70e sélection contre l'Écosse. Il porte ce record à 92 sélections, record dont il est dépossédé en mars 2009 par John Hayes.
Il joue avec la province de Leinster en coupe d'Europe et en Celtic League.
À 35 ans, Malcolm O'Kelly annonce la fin de sa carrière au terme de la saison 2009-2010.
Il a cumulé 92 sélections en équipe nationale d'Irlande entre 1997 et 2009.
Il a eu sa première cape internationale, le 14 juin 1997 avec l'équipe A d'Irlande, à l’occasion d’un test match contre l'équipe des Samoa. Son premier test match fut le 15 novembre 1997 contre les All-Blacks.
Il participe à neuf éditions consécutives du tournoi de 1998 à 2006.
Il a disputé les coupes du monde 1999 (4 matchs), 2003 (5 matchs) et 2007 (2 matchs).
Il a joué avec les Lions britanniques en 2001 (Australie). Il était aussi retenu en 2005 pour jouer avec les Lions en Nouvelle-Zélande mais dû déclarer forfait à cause d’une blessure.

## Statistiques en équipe nationale
- 92 sélections
- 8 essais
- 40 points
- Sélections par année : 3 en 1997, 9 en 1998, 7 en 1999, 9 en 2000, 6 en 2001, 12 en 2002, 13 en 2003, 9 en 2004, 7 en 2005, 8 en 2006, 6 en 2007, 2 en 2008, 1 en 2009
- Tournois des cinq/six nations disputés : 1998, 1999, 2000, 2001, 2002, 2003, 2004, 2005, 2006, 2008, 2009

- triple Couronne en 2004, 2006